# Trojboký hraniční kámen
Trojboký hraniční kámen (nazývaný též Kámen tří panství (Dreiherrenstein) nebo Znakový kámen (Wappenstein), též Trojmezní historický hraniční kámen) stojí na katastrálním území města Jáchymov na státní hranici s Německem v nadmořské výšce 1 165 metrů.

## Historie
Hraniční kámen byl vztyčen v roce 1677. Je ale označen letopočtem 1729, kdy byla definitivně vyznačena zemská hranice. Kámen označuje trojmezí tří panství – Schwarzenberg, Hauenstein a Jáchymov. Panství Schwarzenberg tehdy patřilo pánům z Tetova (von Tettau), panství Jáchymov panovníkovi Království českého a panství Hauenstein (Horní hrad) vlastnili vévodové ze Sachsen-Lauenburg.

## Popis
Hraniční kámen byl v letech 1729–1732 při úpravě hranice a vztyčování dalších 79 nových mezníků upraven jáchymovským kameníkem Matthesem Ebertem.
Na severozápadní straně je alianční znak Saska a Polska s písmeny FARPES (Fredericus Augustus Rex Poloniae Elector Saxoniae) a nápis Sachsen (Sasko). Od roku 1842 byla přidána písmena KS (Königreich Sachsen/Saské království). Jde o panství Schwarzenberg (Sasko).
Na severovýchodní straně je znak panství Horní hrad s nápisem Hauenstein a letopočet 1729. V roce 1842 byla přidána písmena KB (Königreich Böhmen/Království České). Zde se jedná o alianční znak rodu markrabat z Badenu a vévodů ze Sachsen-Lauenburg.
Na jižní straně je rakouský orel symbolizující horní město Jáchymov, nápis Joachimsthal a letopočet 1729.
Příkop kolem kamene pochází z let 1842–1843 a byl vyhlouben pro zvýraznění zemské hranice. Kámen byl tehdy označen číslem 376 a zkratkami KB a KS.

## Galerie

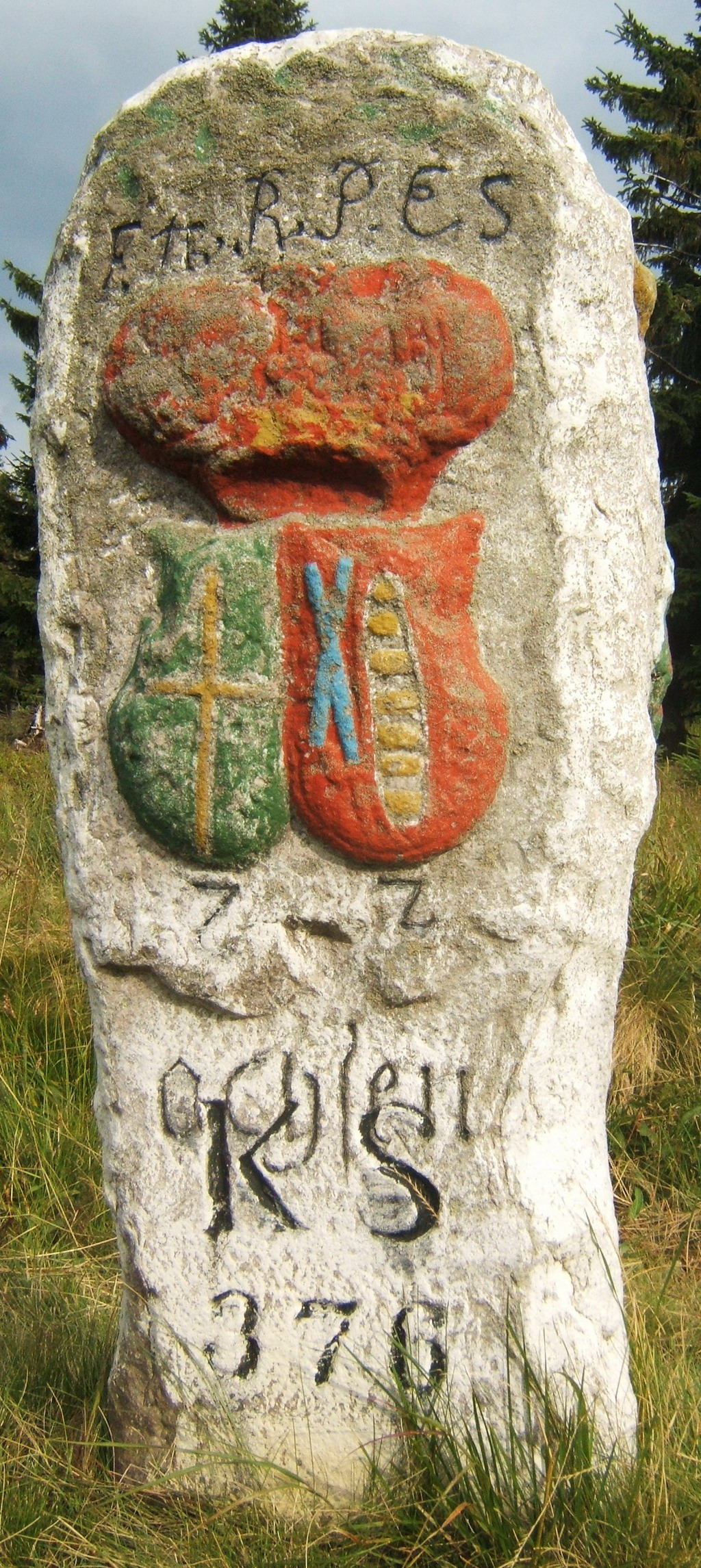
Saská severozápadní strana kamene
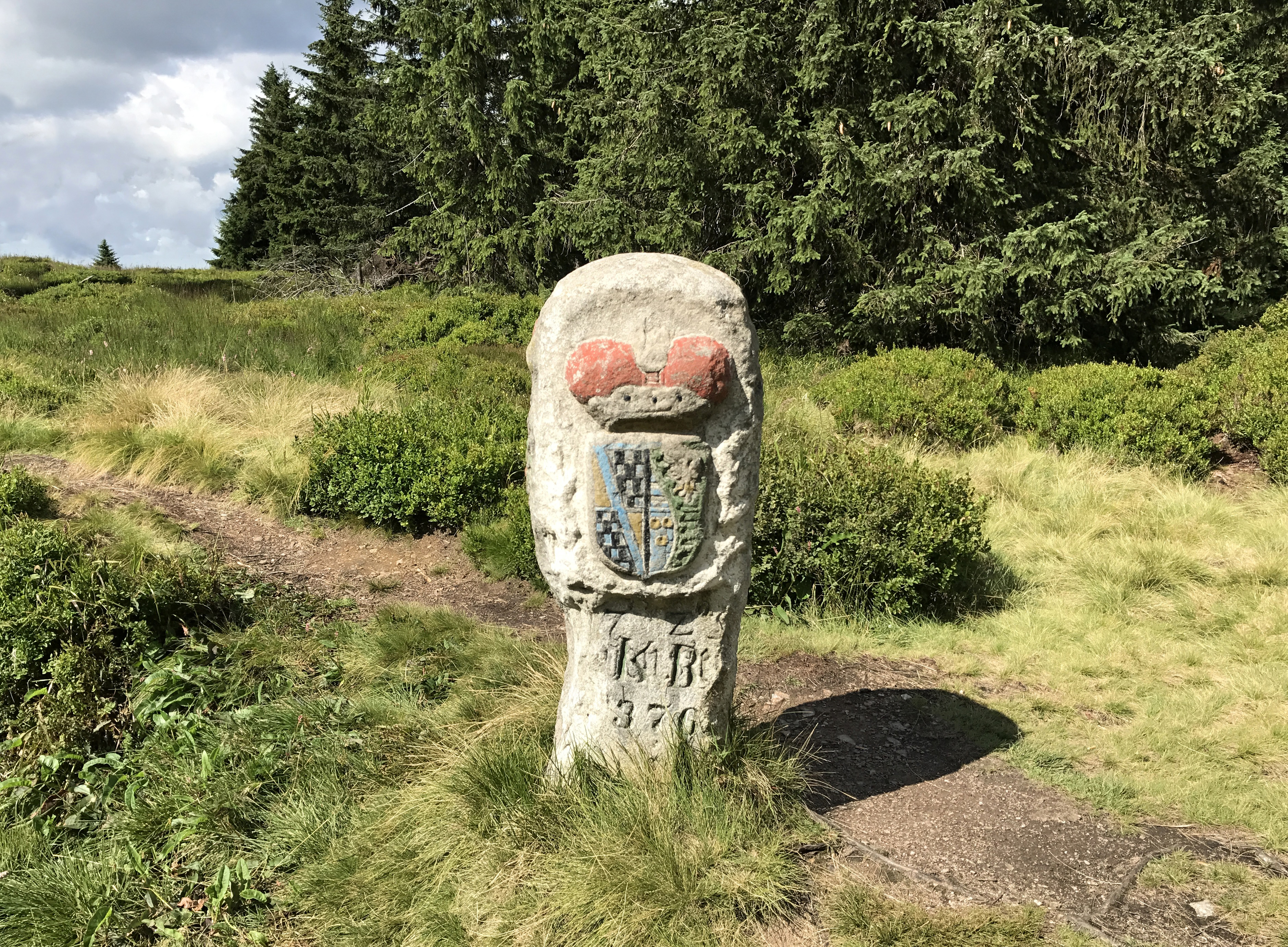
Horno hradská severovýchodní strana kamene
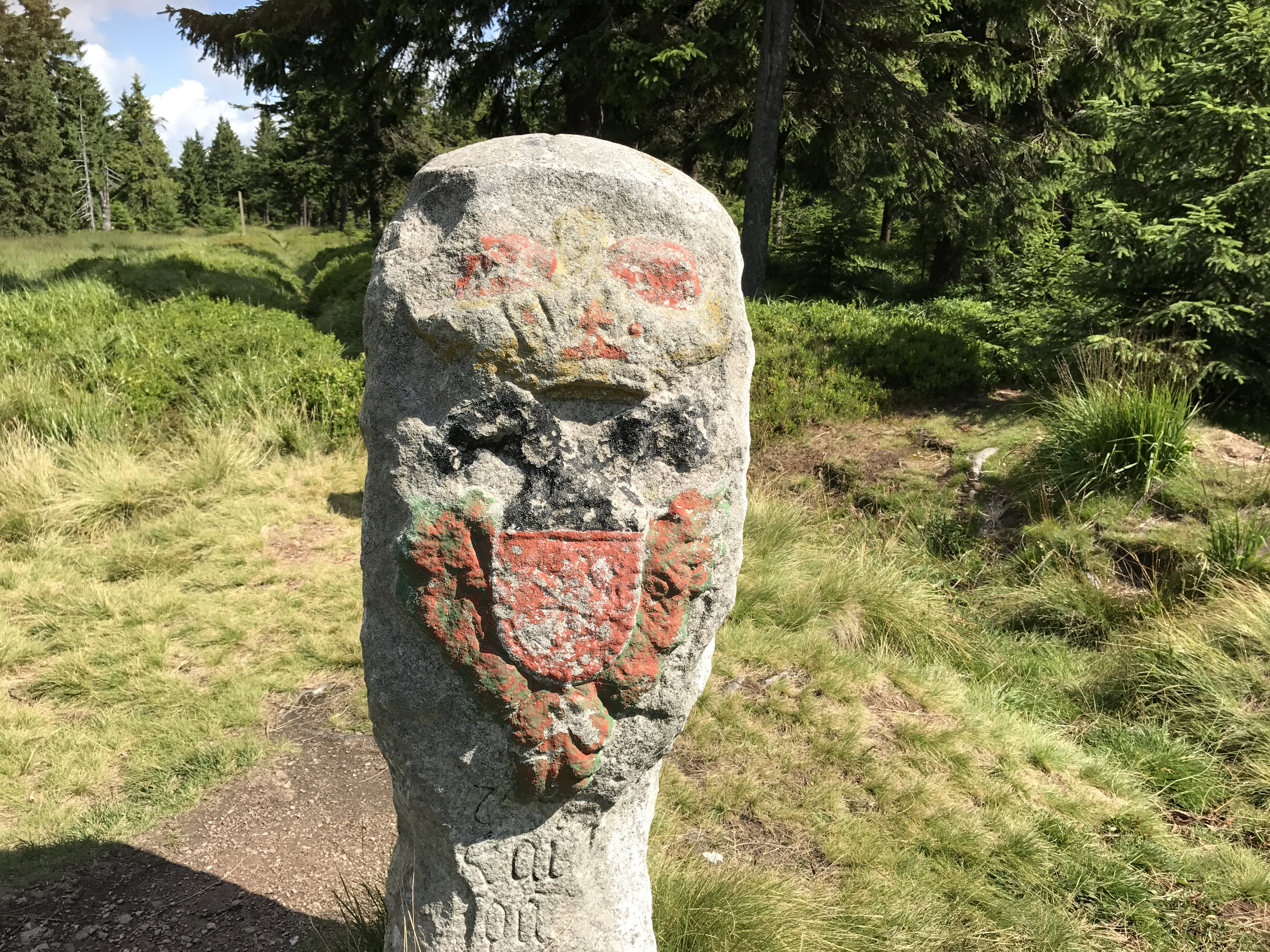
Jáchymovská jižní strana kamene
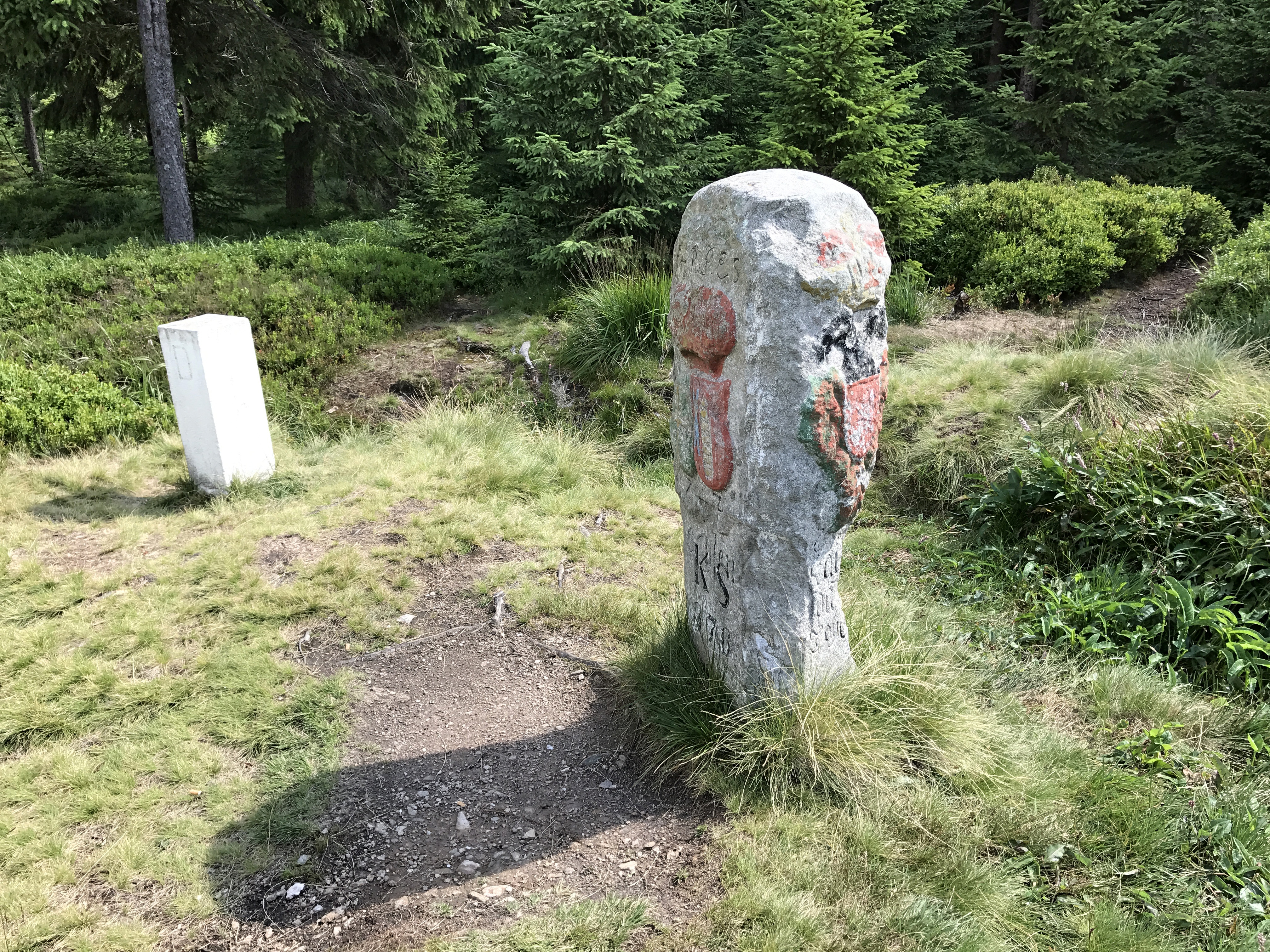
Historický hraniční kámen a nový hraniční kámen Česká republika–Německo
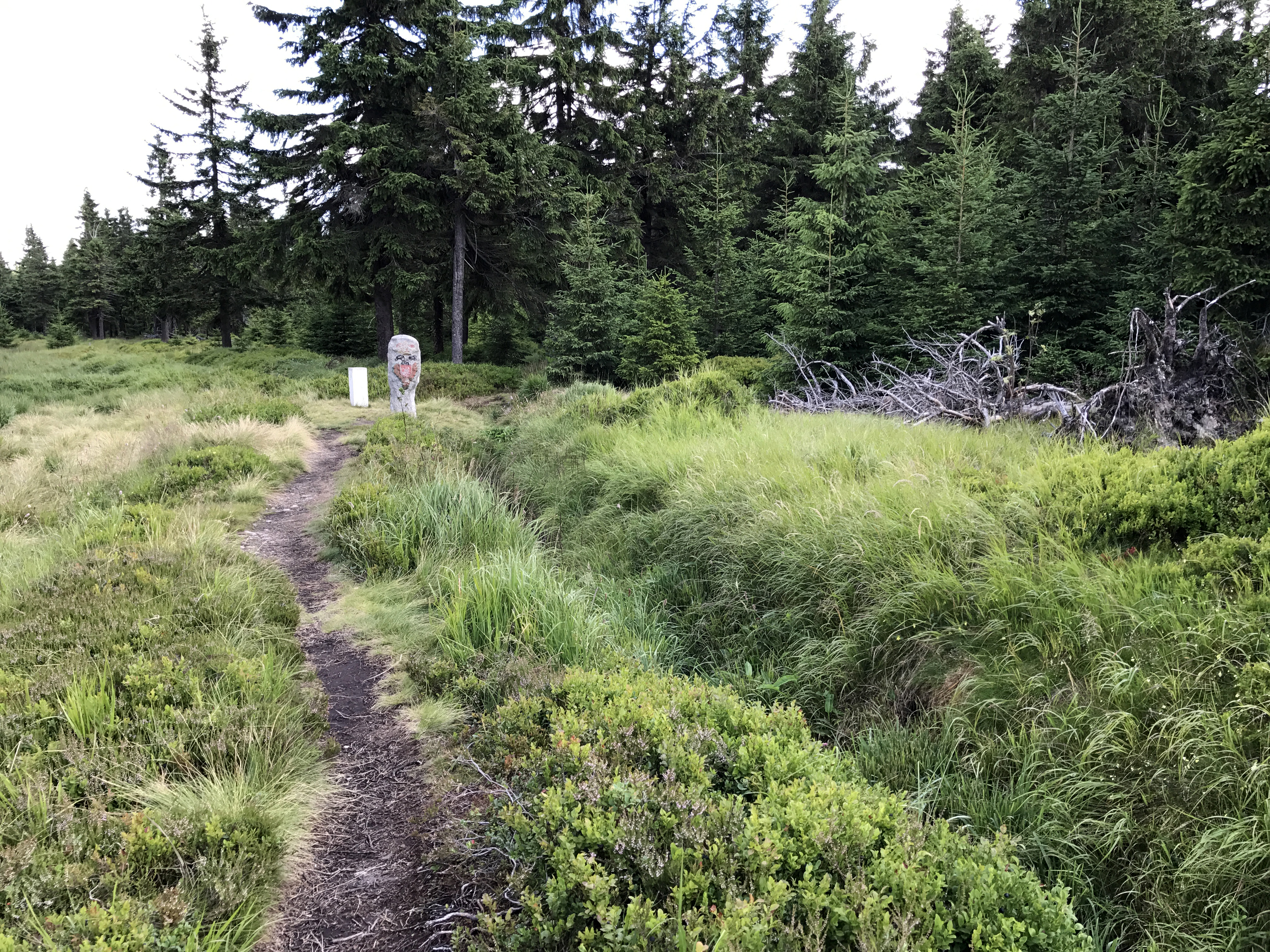
Příkop zvýrazňující zemskou hranici u  hraničních kamenů